# Feria del Libro de Valencia
La Feria del Libro de Valencia (en valenciano, Fira del Llibre de València) se celebra anualmente en esta capital durante el mes de abril dentro del recinto de los Jardines del Real (conocidos como los «Jardines de Viveros»), situación del antiguo Palacio Real de Valencia.
Es una feria organizada por el Gremio de Libreros de Valencia y la Fundación Feria del Libro de Valencia, abierta al público en general, con una duración de 10-11 días, durante los cuales además de poder comprar libros firmados por los propios autores se puede asistir a diversos actos literarios, como lecturas poéticas, presentaciones, conferencias y mesas redondas. También se ofrecen actividades dirigidas al público infantil y juvenil, como cuentacuentos, talleres y teatro, junto con una biblioteca infantil que dispone de más de 350 títulos.
El Gremio de Libreros de València es el organizador del evento desde su creación en 1965. Está considerada la segunda feria del libro de España por volumen de actividades culturales. En 2018 se alcanzaron los 500 000 visitantes y el millón de euros de ventas.
Su ubicación, cercana a los campus universitarios de la ciudad, ha propiciado la popularidad del acontecimiento entre el sector de los estudiantes.